# Jawa
Jawa – wyspa w Azji Południowo-Wschodniej, jedna z Wielkich Wysp Sundajskich. Należy do Indonezji, a największe miasto wyspy, Dżakarta, jest stolicą tego kraju. Jest najludniejszą wyspą na świecie, zamieszkuje ją 151,6 mln osób. Na obszarach nizinnych Jawy Centralnej na jeden km² przypada 2000 osób. Powierzchnia Jawy to 126,7 tys. km², co daje jej trzynaste miejsce wśród wysp na świecie i piąte w Indonezji.
Dominującym językiem na wyspie jest jawajski, jednakże większość mieszkańców wyspy jest dwujęzyczna i porozumiewa się także po indonezyjsku. Religią dominującą na wyspie jest islam.
Mieszkańcy Jawy trudnią się przede wszystkim rolnictwem. Warunki klimatyczne panujące na wyspie sprzyjają dużym zbiorom w ciągu roku. Uprawy ryżu, manioku, kukurydzy, orzeszków ziemnych, herbaty, trzciny cukrowej, palmy kokosowej, kakaowca, kauczukowca.
Występują tu gleby powstałe na skałach magmowych – głównie powulkaniczne.

## Etymologia
Pochodzenie nazwy wyspy jest niejasne. Jedna możliwość zakłada, że wcześni podróżnicy z Indii nazwali tak wyspę z powodu gęsto niegdyś tu rosnącej jáwa-wut, natomiast do tego czasu wyspa otrzymywała różne nazwy. Istnieją też inne możliwości: słowo jaú i jego wariacje oznaczają „nieznany, odległy”. Natomiast w sanskrycie słowo yava oznacza jęczmień, z którego niegdyś słynęła wyspa.

## Geografia

Główne wyspy Indonezji

Jawa leży na wschód od Sumatry oraz na zachód od Bali. Na północy znajduje się Borneo, natomiast na południu Wyspa Bożego Narodzenia.
Jawa jest wyspą głównie wulkanicznego pochodzenia. Znajduje się na niej pasmo górskie, tworzące grzbiet rozciągający się ze wschodu na zachód. Pasmo to tworzą stożki wulkaniczne, które dawniej były aktywne. Najwyższym wulkanem jest góra Semeru (3676 m n.p.m.). Najaktywniejszym wulkanem na Jawie, a także w całej Indonezji, jest Merapi (2968 m n.p.m.).
Obszar Jawy zajmuje ok. 139 tys. km². Najdłuższa rzeka wyspy to Solo o długości 540 km. Rzeka ma swoje źródła w wulkanie Lawu i ujście w Morzu Jawajskim.
Administracyjnie wyspa jest podzielona na cztery prowincje (Banten, Jawa Zachodnia, Jawa Wschodnia i Jawa Środkowa), jeden region specjalny (Yogyakarta) oraz jeden okręg specjalny (Dżakarta).

## Demografia
Jawa jest najbardziej zaludnioną wyspą Indonezji, zamieszkuje tu ok. 62% całej populacji kraju. Liczba ludności równa około 130 milionom oznacza, że średnio na jeden km² przypada 1026 osób – jest to jeden z najgęściej zaludnionych zakątków świata. Od lat 70. prowadzony jest program rządowy przesiedlania ludzi do mniej zagęszczonych obszarów Indonezji. Takie działania budzą mieszane reakcje ze strony mieszkańców. Zdarza się, że przesiedleńcy nie są mile widziani w nowych miejscach.
| Zmiany demograficzne na Jawie w latach 1800–2010 | Zmiany demograficzne na Jawie w latach 1800–2010 | Zmiany demograficzne na Jawie w latach 1800–2010 | Zmiany demograficzne na Jawie w latach 1800–2010 | Zmiany demograficzne na Jawie w latach 1800–2010 | Zmiany demograficzne na Jawie w latach 1800–2010 | Zmiany demograficzne na Jawie w latach 1800–2010 | Zmiany demograficzne na Jawie w latach 1800–2010 | Zmiany demograficzne na Jawie w latach 1800–2010 | Zmiany demograficzne na Jawie w latach 1800–2010 | Zmiany demograficzne na Jawie w latach 1800–2010 |
| ------------------------------------------------ | ------------------------------------------------ | ------------------------------------------------ | ------------------------------------------------ | ------------------------------------------------ | ------------------------------------------------ | ------------------------------------------------ | ------------------------------------------------ | ------------------------------------------------ | ------------------------------------------------ | ------------------------------------------------ |
| Rok                                              | 1800 szac.                                       | 1875 szac.                                       | 1900 szac.                                       | 1940 szac.                                       | 1961 spis                                        | 1970 szac.                                       | 1990 spis                                        | 2010 szac.                                       | 2020 szac.                                       |                                                  |
| Populacja                                        | 4 mln                                            | 18 mln                                           | 29 mln                                           | 48 mln                                           | 62,7 mln                                         | 74 mln                                           | 107,5 mln                                        | 130 mln                                          | 151,6 mln                                        |                                                  |
| Zmiana                                           | –                                                | 14 mln                                           | 11 mln                                           | 19 mln                                           | 14,7 mln                                         | 11,3 mln                                         | 33,5 mln                                         | 22,5 mln                                         | 21,6 mln                                         |                                                  |

## Kultura

Grupy etniczne na Jawie

Pomimo dużej populacji oraz wielkości obszaru wyspy Jawa jest etnicznie homogeniczna. Dwie grupy etniczne mają swoje korzenie na wyspie – Jawajczycy oraz Sundajczycy. Trzecią grupą są Madurowie, zamieszkujący wyspę Madura, którzy migrują na Jawę Wschodnią od XVIII wieku. Jawajczycy stanowią 2/3 populacji wyspy, Sundajczycy – 20%, natomiast Madurczycy – 10%.

## Języki
Na Jawie używa się trzech głównych języków lokalnych: jawajskiego, sundajskiego oraz madurskiego. Występują też odmiany malajskiego (w tym betawi i narodowy indonezyjski). Zaobserwowano silną ekspansję języka narodowego, zwłaszcza w ośrodkach miejskich, gdzie indonezyjski bywa przyswajany jako język pierwszy.

## Religia
Ponad 90% Jawajczyków to muzułmanie. Małe enklawy hinduskie można znaleźć na całej Jawie, jednakże największe skupisko wyznawców tej religii znajduje się na wschodnim wybrzeżu wyspy – najbliższym Bali – głównie wokół miasta Banyuwangi. Chrześcijańskie komuny znajdują się głównie w większych miastach, a w niektórych rejonach wiejskich południowo-centralnej Jawy jest silnie rozpowszechniony kościół łaciński. Wyznawcy buddyzmu również skupiają się przede wszystkim w większych miastach. Wiara ta jest rozpowszechniona głównie wśród Chińczyków. Konstytucja indonezyjska uznaje sześć religii.
- Islam ortodoksyjny – 52%;
- Islam animistyczny – 40%;
- Chrześcijaństwo – 4% (protestantyzm – 2.6%, katolicyzm – 1.4%);
- Buddyzm – 0.8%;
- Hinduizm – 0.2%[11].